# Xã South Union, Quận Sharp, Arkansas
Xã South Union (tiếng Anh: South Union Township) là một xã thuộc quận Sharp, tiểu bang Arkansas, Hoa Kỳ. Năm 2010, dân số của xã này là 334 người.